# Joseph Frazier Wall
Joseph Frazier Wall (10 juillet 1920 à Des Moines, Iowa – 9 octobre 1995) est un historien américain et professeur d'histoire au Grinnell College.

## Biographie
Il est né à Des Moines et est diplômé de Grinnell en 1941. Il obtient une maîtrise de l'Université Harvard et un doctorat de l'Université Columbia. Il rejoint Grinnell en 1947. Il prend un congé à la fin des années 1980 pour devenir président du département d'histoire de l'Université d'État de New York à Albany. Il prend sa retraite en tant que professeur émérite en 1990.
Sa biographie d'Andrew Carnegie remporte le prix Bancroft en 1971 et est recommandée par Charlie Munger dans son livre Poor Charlie's Almanack. Sa biographie sur la Famille du Pont de Nemours est nommée pour le prix Pulitzer.
Il épouse Beatrice Mills Wall (1918-2012) ; ils ont trois enfants.

## Livres
- Henry Watterson: Reconstructed Rebel, 1956, Oxford University Press
- Andrew Carnegie, 1970, Presse universitaire d'Oxford
- Skibo, 1984, Oxford University Press
- The Andrew Carnegie Reader, 1992, University of Pittsburgh Press
- Alfred I. Du Pont; The Man and His Family, 1990, Oxford University Press